# Mount Bird (Rossön i Antarktis)
Mount Bird är en vulkan i Antarktis. Den ligger i Östantarktis. Nya Zeeland gör anspråk på området. Toppen på Mount Bird är 1 765 meter över havet.
De två andra vulkanerna på Rossön är Mount Terror och Mount Erebus.